# Dreis-Brück
Dreis-Brück település Németországban, Rajna-vidék-Pfalz tartományban. Lakosainak száma 807 fő (2023. december 31.).

## Népesség
A település népességének változása:
| Lakosok száma | 820  | 834  | 813  | 797  | 826  | 807  |
|               | 1975 | 2017 | 2019 | 2021 | 2022 | 2023 |